# Lech Iwanowski
Lech Iwanowski ps. „Lancet” (ur. 28 lipca?/10 sierpnia 1917 w Piotrogrodzie, zm. 2009) – lekarz, kawaler Orderu Virtuti Militari.
Syn Stanisława i Marii z d. Wojewódzka.
Napisał książkę: Wilnianie we wrześniu 1939 roku:(prolog epopei). Współautor: Wskazówki do ćwiczeń prosektoryjnych.

## Okres wojny
Po maturze rozpoczął studia na Wydziale Lekarskim Uniwersytetu Warszawskiego.
Walczył w kampanii wrześniowej, a po jej zakończeniu wrócił do Wilna i kontynuował studia medyczne na Uniwersytecie Stefana Batorego. Po zamknięciu Uniwersytetu przez Litwinów uczył się konspiracyjnie. W 1942 roku ukończył studia w Kownie.
W sierpniu 1941 roku wstąpił do ZWZ. Wyznaczony został na stanowisko dowódcy plutonu w dzielnicy Śródmieście. W październiku 1943 roku został skierowany do 3 Wileńskiej Brygady „Szczerbca" na stanowisko lekarza brygady. Brał udział we wszystkich walkach brygady. W ramach operacji Ostra Brama walczył na Belmoncie i na Antokolu. Zorganizował w Onżadowie szpital polowy na 30 łóżek. Za walki w powstaniu wileńskim odznaczony został przez gen. „Wilka” Krzyżem Walecznych.

## Po wojnie
Od lutego 1947 roku prowadził działalność naukową w Zakładzie Anatomii Prawidłowej Akademii Medycznej w Warszawie. Obronił doktorat w 1960 roku, habilitował się w 1980.
Kształcił się i wykładał na uczelniach zagranicznych m.in. na Uniwersytecie Prowincji Saskatchevan – Kanada, Uniwersytecie Stanu Maryland – USA, Narodowym Instytucie Zdrowia – NHI. Był pracownikiem naukowym PAN.
W 1990 roku przeszedł na emeryturę. Pracował nadal jako konsultant – neurolog. Współorganizator Środowiska Żołnierzy AK Okręgu Wileńskiego, pierwszy prezes Okręgu Wileńskiego Światowego Związku Żołnierzy Armii Krajowej, wiceprezes Zarządu Głównego w Warszawie i członek Rady Naczelnej.

## Ordery i odznaczenia
Pierwotny wykaz orderów i odznaczeń podano za: Danuta Szyksznian  Jak dopalał się ogień biwaku. s. 379
- Srebrny Krzyż Virtuti Militari
- Krzyż Walecznych
- Krzyż Zasługi z Mieczami
- Krzyż Kawalerski Orderu Odrodzenia Polski
- Krzyż Armii Krajowej
- Krzyż Partyzancki